# 塞浦路斯足球協會
塞浦路斯足球協會（希臘語：Κυπριακή Ομοσπονδία Ποδοσφαίρου，簡稱ΚΟΠ）是塞浦路斯的足球主管團體，總部位於尼科西亚，負責組織各級聯賽（最高級別为塞浦路斯甲組足球聯賽）、塞浦路斯盃（英语：Cypriot Cup）、塞浦路斯足協盾（英语：Cyprus FA Shield）及塞浦路斯國家隊。
塞浦路斯足球協會成立於1934年9月，於1948年加入歐洲足協，而在1962年加入國際足協。

## 外部連結
- Official Website （页面存档备份，存于）
- Cyprus （页面存档备份，存于） at UEFA.com
- Cyprus （页面存档备份，存于） at FIFA.com